# Мальчугин, Виктор Владимирович
Виктор Владимирович Мальчугин (род. 26 ноября 1961, Красноярск) — советский и российский легкоатлет, выступавший в прыжках в высоту, беге на короткие дистанции, барьерном беге. Чемпион СССР, победитель первенств всесоюзного и всероссийского значения, участник чемпионата Европы в Хельсинки. Представлял Московскую область. Мастер спорта СССР международного класса.

## Биография
Виктор Мальчугин родился 26 ноября 1961 года в Красноярске. Занимался лёгкой атлетикой в Детско-юношеской спортивной школе № 2 города Новочебоксарска, Чувашская АССР. Становился чемпионом Чувашии.
Впоследствии проживал в Московской области, окончил Московский областной государственный институт физической культуры (1987).
Впервые заявил о себе в сезоне 1983 года, когда в прыжках в высоту одержал победу на соревнованиях в Запорожье.
В 1984 году на чемпионате СССР в Донецке в той же дисциплине превзошёл всех соперников и завоевал золотую медаль. По итогам сезона удостоен почётного звания «Мастер спорта СССР международного класса».
В 1987 году выиграл бег на 100 метров на соревнованиях в Краснодаре.
В 1994 году в 100-метровой дисциплине стартовал на турнире в Москве, на чемпионате России в Санкт-Петербурге. Благодаря череде удачных выступлений вошёл в состав российской сборной и выступил на чемпионате Европы в Хельсинки — в индивидуальном беге на 100 метров не смог пройти дальше предварительного квалификационного этапа, в эстафете 4 × 100 метров вместе с соотечественниками Александром Порхомовским, Андреем Федоривым и Андреем Григорьевым благополучно преодолел предварительный забег, однако в финале участия не принимал.
В июне 1995 года на Мемориале братьев Знаменских в Москве занял шестое место в беге на 400 метров с барьерами.
В июне 1996 года на Мемориале братьев Знаменских в Москве финишировал четвёртым в беге на 200 метров.
Занимал должность заместителя директора в Средней общеобразовательной школе № 48 в Малаховке. В 2015 году баллотировался в Совет депутатов городского поселения Малаховка от партии «Справедливая Россия», но избран не был.